# Hugo Helsten
Hugo Alexander Helsten (Frederikshavn, 15 september 1894 - Esbjerg, 25 mei 1978) was een Deens turner. 
Helsten was onderdeel van de Deense ploeg die olympisch goud won in de landenwedstrijd vrij systeem in 1920.

## Resultaten

### Olympische Zomerspelen
| Jaar | Plaats    | Resultaten                         |
| ---- | --------- | ---------------------------------- |
| 1920 | Antwerpen | in de landenwedstrijd vrij systeem |